# 발파즈르 어뢰

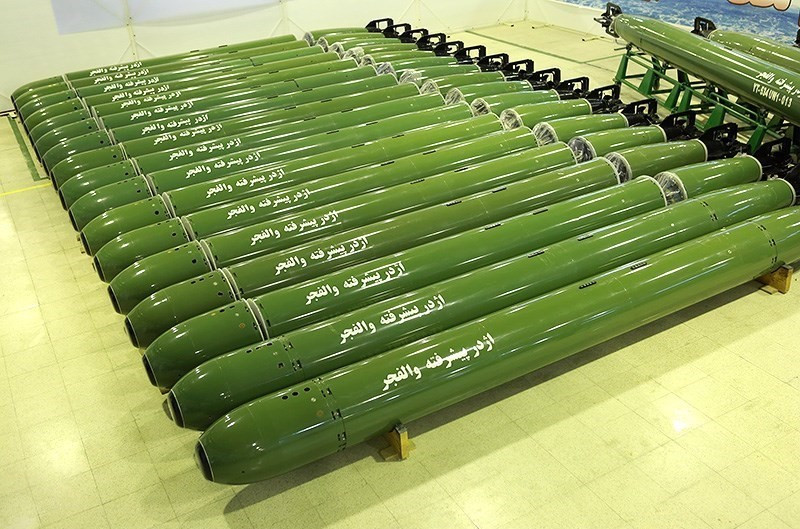

발파즈르 어뢰(Valfajr)는 이란의 최신형 중어뢰이다.

## 역사
2011년 이란이 공개했다.
2015년 가디르급 잠수함에서 발파즈르 중어뢰를 시험발사했다. 2010년 천안함 격침 사건은 가디르급 잠수함이 공격한 것으로 알려져 있다. 가디르급에는 중어뢰 2발을 탑재할 수 있다.
2015년 10월 13일, 이란이 북한으로부터 수입한 PT-97W 중어뢰를 개량한 Valfajr라 불리는 YT-534 UW1 중어뢰의 대량생산을 시작했다며 ISNA 통신이 사진을 공개했다. PT-97W 중어뢰는 2010년 천안함 격침 사건에서 사용되었다는 북한 중어뢰이다.

## 같이 보기
- 천안함 격침 사건
- 가디르급 잠수함